# Надоленко Геннадій Олексійович
Геннадій Олексійович Надоленко (7 червня 1970, смт Баришівка, Київська область, Українська РСР, СРСР) — український дипломат, Надзвичайний і Повноважний Посол України в Малайзії з 21 липня 2025 року. Директор Дипломатичної академії України імені Геннадія Удовенка при МЗС. Надзвичайний і Повноважний Посол України (2016).

## Біографія
Народився 7 червня 1970 року у смт Баришівка на Київщині.
У 1994 році закінчив Національний аграрний університет.
У 1998 закінчив Дипломатичну академію України при МЗС України, магістр зовнішньої політики.
У 1994—1996 — аташе відділу США і Канади Управління країн Європи та Америки МЗС України.
У 1996 — третій секретар відділу країн Західної Європи Управління країн Європи та Америки МЗС України.
У 1998 — третій секретар Управління міжнародних організацій МЗС України.
У 1998—2003 — другий, перший секретар Посольства України в США.
У 2003—2004 — головний радник Управління інформаційних технологій МЗС України.
У 2004—2005 — начальник Управління інформаційної політики Міністерства закордонних справ України.
У 2005—2006 — заступник керівника Головної інформаційної служби — керівник департаменту забезпечення виконання конституційних повноважень Президента України в інформаційній сфері та іміджевої політики Секретаріату Президента України.
У 2006—2007 — Керівник Департаменту інформаційних стратегій Інформаційної служби Секретаріату Президента України.
У 2007—2010 — Керівник торговельно-економічної місії у складі Посольства України в США.
З 29 червня 2010 до 22 вересня 2020 року — Надзвичайний і Повноважний Посол України в Державі Ізраїль.
З 25 листопада 2020 року — директор Дипломатичної академії України імені Геннадія Удовенка при МЗС.
З 21 липня 2025 року — Надзвичайний і Повноважний Посол України в Малайзії.

## Знання мов
Володіє англійською та французькою мовами.